# Can Cabot
Can Cabot – miejscowość w Hiszpanii, w Katalonii, w prowincji Barcelona, w comarce Maresme, w gminie Argentona.
Według danych INE w 2020 roku liczyła 301 mieszkańców – 164 mężczyzn i 137 kobiet. 